# لينيتا كيزر
لينيتا كيزر (بالإنجليزية: Lynetta Kizer)‏ مواليد 4 أبريل 1990 في فرجينيا، هي لاعبة كرة سلة أمريكية. بدأت مسيرتها الاحترافية في سنة 2012. تم اختيارها من قبل فريق تلسا شوك خلال الدرافت. تلعب مع كونيتيكت صن في دوري الاتحاد الوطني لكرة السلة النسائية كلاعب وسط. يبلغ طولها 6 قدم 4 بوصة (1.9 م).

## المسيرة الاحترافية
لعبت مع تلسا شوك في سنة 2012، ثم لعبت مع فينيكس ميركوري في موسم 2012–2013، ثم لعبت مع إنديانا فيفر من سنة 2014 إلى 2016، ثم لعبت مع كونيتيكت صن في سنة 2017.

## روابط خارجية
- لينيتا كيزر على موقع الاتحاد الدولي لكرة السلة (الإنجليزية)
- لينيتا كيزر على موقع الاتحاد الوطني لكرة السلة النسائية (الإنجليزية)
- لينيتا كيزر على موقع كرة السلة الأوروبية.كوم (الإنجليزية)
- لينيتا كيزر على موقع كلية كرة السلة في سبورتس رفرنس.كوم (الإنجليزية)
- لينيتا كيزر على موقع بروبوليرز (الإنجليزية)
- لينيتا كيزر على موقع سبورتس رفرنس (الإنجليزية)